# Stefano Simoncelli
Stefano Simoncelli   (Grottaferrata, 12 de novembre de 1946 - Roma, 20 de març de 2013) fou un tirador d'esgrima italià, especialista en floret, que va competir durant la dècada de 1970.
El 1972 va prendre part en els Jocs Olímpics d'Estiu de Múnic, on va quedar eliminat en sèries en les dues proves del programa d'esgrima que va disputar. Quatre anys més tard, als Jocs de Mont-real, va disputar dues proves del programa d'esgrima. En el floret per equips va guanyar la medalla de plata, mentre en el floret individual quedà eliminat en sèries.
En el seu palmarès també destaca una medalla de bronze al Campionat del Món d'esgrima de 1975 i una de bronze a les Universíades de 1973.